# Nioosha Shams
Nioosha Shams, född 20 augusti 1996 i Malmö, är en svensk författare och skribent. Hon är Sveriges läsambassadör 2022–2024.

## Biografi
Nioosha Shams är uppvuxen i Stockholm. Hon är utbildad på Biskops Arnös författarskola. Hon är verksam som lärare på skrivkurser på bland annat Kvinnofolkhögskolan i Göteborg.
Hon har varit skribent på numer nerlagda Politism, och är sedan 2021 kulturskribent på Aftonbladet.
Hon blev Sveriges sjätte och hittills yngsta läsambassadör för åren 2022–2024. Hon ska ha fokus på ungdomslitteratur, flerspråkighet och modersmål.
Hon är dotter till barnboksförfattaren Minoo Shams.